# Isla Toc Vers
La Isla Toc Vers (en francés: Île Toc Vers) es el nombre de una isla y de un pequeño grupo de islotes asoaciados frente a la costa norte de la colectividad de San Bartolomé un territorio dependiente de Francia en el Mar Caribe. Se trata del grupo más nororiental de una serie de islas que incluyen Isla Chevreau y Isla Frégate. El grupo Île Toc Vers consta de tres pequeñas islas rocosas, alineadas en una manera de norte a sur , de entre 15 y 43 metros de altura. La isla más grande del grupo está en el medio . Se encuentra dentro de la Reserva natural nacional de San Bartolomé (Réserve naturelle nationale de Saint- Barthélemy).